# كيفان جيمس
كيفان جيمس (18 مارس 1961 في المملكة المتحدة - ) (بالإنجليزية: Kevan James)‏ هو لاعب كريكت نيوزلندي. لعب مع نادي مقاطعة ميدلسكس للكريكت ‏ ونادي مقاطعة هامبشاير للكريكت ‏ وWellington cricket team ‏.

## وصلات خارجية
- كيفان جيمس على موقع إي آس بي آن كريك إنفو (الإنجليزية)